# Elisa Müller
Elisabeth Joelle Müller (* 1. April 1990 in Thomas-Müntzer-Stadt Mühlhausen) ist eine deutsche Fußballspielerin.

## Werdegang
Müller spielte in der Jugend für die SpVgg Faulungen, JSG Obereichsfeld und SG Lengenfeld. Im Juli 2006 ging sie dann an das Guth Muths Sportgymnasium in Jena und unterschrieb einen Vertrag beim FF USV Jena. Am 17. Oktober 2010 feierte sie bei der 0:1-Auswärtsniederlage des FF USV Jena gegen den FCR 2001 Duisburg ihr Bundesligadebüt. In der Vorbereitung auf die Saison 2012/2013 kehrte sie in den Bundesliga-Kader des FF USV Jena zurück.

## Persönliches
Elisa Müller ist die ältere Schwester von Vanessa Müller, die im Sommer 2013 aus der 2. Mannschaft von 1. FFC Turbine Potsdam zum FF USV Jena wechselte. Ihre zweitjüngste Schwester Theresa Müller (* 1991) spielte bis 2009 für den FF USV Jena und stieg mit diesem unter Heidi Vater 2008 in die Bundesliga auf, beendete aber 2010 verletzungsbedingt ihre Karriere.